# 新津市
新津市（日语：／ Niitsu shi */?）是位於新潟縣的一個已不存在的市。1951年（昭和26年）1月1日，新津市成立。在2005年3月21日，被編入新潟市。現在是新潟市秋葉區的一部分。